# Merida
Merida Industry Co., Ltd — тайваньская компания, разрабатывающая, производящая и реализующая велосипеды; один из крупнейших производителей велосипедов, второй по величине на Тайване, после Giant.

## История
История компании началась в 1972 году с маленького магазина японских запчастей под управлением Айка Цена. До последнего дня своей жизни (скончался 30 января 2012 года на 81 году жизни) он успешно руководил компанией. Преемником Айка стал его сын Майкл Цен, который уже несколько лет руководит некоторыми подразделениями компании.
Merida вошла на рынок как производитель велосипедов для других компаний, а уже потом стала выпускать велосипеды под собственной маркой. Сумев наладить сбыт в США и Европу, компания стала международным брендом в производстве и разработке велосипедов. Стоимость компании оценивается в 185 миллионов долларов США (2007), что ставит её на 15-е место в списке крупнейших тайваньских компаний. На данный момент компания производит велосипеды всех типов — от шоссейных до горных — и хотя известна в первую очередь велосипедами для массового рынка, также она разрабатывает и модели премиум-класса, например серии Ninety-Six (96).
В 2001 году Merida Industry приобрела 49 % акций американской компании Specialized Bicycle Components, также производящей велосипеды. Стоимость сделки составила 30 миллионов долларов.

## Спонсорская деятельность
Мерида выступает спонсором велосипедной команды Multivan Merida Biking Team и соревнований в Великобритании TransUK и TransWales.
С 2012 года является спонсором Павла Алёхина.
В 2013 году становится спонсором итальянской шоссейной команды Lampre-Merida, выступающей в гонках про-тура.
С 2017 года становится титульным спонсором бахрейнской профессиональной шоссейной команды Bahrain–Merida, за которую выступал Винченцо Нибали.

## Галерея
- Гравийный велосипед Merida Silex
- Горный велосипед Merida Big Nine